# USS St. Lo (CVE-63)
USS Midway / St. Lo (CVE–63) là một tàu sân bay hộ tống lớp Casablanca được Hải quân Hoa Kỳ chế tạo trong Chiến tranh Thế giới thứ hai; tên ban đầu của nó được đặt theo đảo Midway tại Trung tâm Thái Bình Dương, nơi diễn ra Trận Midway năm 1942; và tên St. Lo được đặt theo thị trấn Saint-Lô ở Normandy, nơi diễn ra trận chiến ác liệt trong cuộc đổ bộ Normandy năm 1944. Hoạt động tại Thái Bình Dương, St. Lo trở thành chiếc tàu chiến đầu tiên bị một máy bay tấn công cảm tử Kamikaze đánh chìm; sự kiện diễn ra vào ngày 25 tháng 10 năm 1944 trong khuôn khổ trận Hải chiến vịnh Leyte. Nó được tặng thưởng danh hiệu Đơn vị Tuyên dương Tổng thống cùng bốn Ngôi sao Chiến trận do thành tích phục vụ trong Thế Chiến II.

## Thiết kế và chế tạo
Con tàu được đặt lườn như là chiếc Chapin Bay tại Xưởng tàu Vancouver của hãng Kaiser Company, Inc. ở Vancouver, Washington vào ngày 23 tháng 1 năm 1943. Nó được đổi tên thành Midway vào ngày 3 tháng 4 năm 1943 trước khi được hạ thủy vào ngày 17 tháng 8 năm 1943; được đỡ đầu bởi bà Howard Nixon Coulter; và nhập biên chế vào ngày 23 tháng 10 năm 1943 dưới quyền chỉ huy của Hạm trưởng, Đại tá Hải quân Francis J. McKenna.

## Lịch sử hoạt động

### Trung tâm và Tây Nam Thái Bình Dương
Sau khi chạy thử máy huấn luyện dọc theo vùng bờ Tây Hoa Kỳ, Midway thực hiện hai chuyến khứ hồi đến Trân Châu Cảng và một chuyến đến Australia chuyên chở máy bay thay thế. Cùng với Liên đội Hỗn hợp VC-65 trên tàu, nó gia nhập Đội tàu sân bay hỗ trợ 1 dưới quyền Chuẩn đô đốc Gerald F. Bogan vào tháng 6 năm 1944 cho chiến dịch đổ bộ lên quần đảo Mariana. Nó đã hỗ trợ trên không cho các tàu vận chuyển và tham gia không kích lên Saipan vào ngày 15 tháng 6, đánh trả nhiều cuộc không kích mà không bị hư hại gì trong suốt quá trình đổ bộ lên Saipan. Máy bay tiêm kích Grumman F4F Wildcat thuộc Liên đội VC-65 đã bắn rơi bốn máy bay đối phương và gây hư hại một chiếc khác trong các phi vụ tuần tra chiến đấu trên không tại đây.
Vào ngày 13 tháng 7, Midway khởi hành đi Eniwetok để được tiếp liệu trước khi tham gia cuộc tấn công lên Tinian vào ngày 23 tháng 7. Nó đã hỗ trợ trên không cho lực lượng trên bộ tại hòn đảo cũng như tuần tra chống tàu ngầm, và đã ở lại ngoài khơi Tinian cho đến khi rút lui vào ngày 28 tháng 7 để được tiếp liệu. Nó thả neo tại đảo san hô Eniwetok cho đến ngày 9 tháng 8, khi nó lên đường đi cảng Seeadler tại Manus thuộc quần đảo Admiralty, đến nơi vào ngày 13 tháng 8. Đến ngày 10 tháng 9, nó khởi hành cùng Lực lượng Đặc nhiệm 77 cho cuộc tấn công lên Morotai. Máy bay của nó đã hỗ trợ cho cuộc đổ bộ vào ngày 15 tháng 9, và tiếp tục hỗ trợ cho binh lính Hoa Kỳ trên bờ cũng như bảo vệ các tàu vận tải cho đến ngày 22 tháng 9.
Sau khi ghé qua Mios Woendi để được tiếp nhiên liệu và đạn dược, Midway tiếp nối các hoạt động không lực ngoài khơi Morotai. Vào ngày 3 tháng 10, tàu ngầm Nhật Bản RO-41 đã phóng hai quả ngư lôi nhắm vào Midway; Đại tá McKenna đã cơ động con tàu lẩn tránh được, nhưng một quả ngư lôi đã đánh trúng đuôi chiếc tàu khu trục hộ tống Shelton. Shelton được kéo đi, nhưng nó đắm sau đó. Midway quay trở về cảng Seeadler vào ngày 7 tháng 10; và tại đây nó nhận được tin sẽ được đổi tên thành St. Lo vào ngày 10 tháng 10, để nhường cái tên Midway cho một tàu sân bay hạm đội mới. St. Lo được đặt để kỷ niệm một chiến thắng quan trọng của binh lính Hoa Kỳ tại Pháp khi họ chiếm được thị trấn Saint-Lô được phòng thủ chặt chẽ từ tay Đức Quốc xã vào ngày 18 tháng 7 năm 1944.

### Trận chiến vịnh Leyte
St. Lo rời cảng Seeadler vào ngày 12 tháng 10 để tham gia Trận Leyte, làm nhiệm vụ bảo vệ trên không và hỗ trợ gần mặt đất trong giai đoạn bắn phá chuẩn bị và trong chính cuộc đổ bộ. Đi đến ngoài khơi Leyte vào ngày 18 tháng 10, nó tung ra các cuộc không kích hỗ trợ cho các chiến dịch tại Tacloban, về phía bờ biển Tây Bắc của Leyte. Hoạt động cùng Đơn vị Đặc nhiệm 77.4.3 dưới quyền Chuẩn đô đốc Clifton Sprague, "Taffy 3" bao gồm sáu tàu sân bay hộ tống và một lực lượng bảo vệ gồm ba tàu khu trục và bốn tàu khu trục hộ tống, nó di chuyển tại vùng bờ biển phía Đông Leyte và Samar khi máy bay của nó xuất kích từ ngày 18 đến ngày 24 tháng 10, tiêu diệt các căn cứ và sân bay đối phương trên các đảo Leyte và Samar.
Di chuyển ở khoảng 60 mi (52 nmi; 97 km) về phía Đông Samar trước bình minh ngày 25 tháng 10, St. Lo tung ra một đợt bốn máy bay tuần tra chống tàu ngầm trong khi các tàu sân bay hộ tống khác của "Taffy 3" chuẩn bị cho đợt không kích đầu tiên trong ngày xuống các bãi đổ bộ. Trận chiến ngoài khơi Samar bắt đầu lúc 06 giờ 47 phút, khi Thiếu úy phi công Bill Brooks, lái một chiếc Grumman TBF Avenger cất cánh từ St. Lo, báo cáo trông thấy một lực lượng lớn Nhật Bản bao gồm bốn thiết giáp hạm, sáu tàu tuần dương hạng nặng và bốn tàu tuần dương hạng nhẹ cùng khoảng 10-12 tàu khu trục đang tiến đến từ hướng Tây Tây Bắc, chỉ còn cách khoảng 17 mi (15 nmi; 27 km). Cùng lúc đó, trinh sát viên bên trên St. Lo phát hiện bóng dáng cấu trúc thượng tầng dạng tháp chùa đặc trưng của thiết giáp hạm Nhật Bản ở phía chân trời. Chuẩn đô đốc Sprague ra lệnh cho "Taffy 3" quay mũi về phía Nam hết tốc độ; Lực lượng Trung tâm Nhật Bản dưới quyền Phó đô đốc Takeo Kurita đang rút ngắn khoảng cách với họ, và lúc khoảng 06 giờ 58 phút bắt đầu nã pháo nhắm vào các con tàu chậm chạp, bị áp đảo về số lượng và hỏa lực của "Taffy 3".
St. Lo và năm tàu sân bay hộ tống khác ẩn nấp trong một cơn mưa rào và cố gắng phóng hết số máy bay tiêm kích và máy bay ném bom-ngư lôi sẵn có với bất cứ thứ vũ khí gì sẵn có, thường là bom mảnh thông thường và mìn sâu chống tàu ngầm. Phi công được lệnh tấn công lực lượng Nhật Bản rồi hạ cánh xuống đường băng tại Tacloban, Leyte để tái vũ trang và tiếp nhiên liệu. Các tàu sân bay né tránh các loạt đạn pháo từ các thết giáp hạm và tàu tuần dương đối phương vốn càng lúc càng vây chặt chung quanh, trong khi máy bay của chúng tấn công quấy phá bằng bom, rocket và súng máy các tàu đối phương đang tiến đến gần. Lúc 07 giờ 38 phút, tàu tuần dương đối phương tiếp cận từ phía sau St. Lo bên mạn trái ở khoảng cách 14.000 yd (13.000 m); nó chống trả bằng khẩu pháo 5-inch duy nhất, ghi được ba phát trúng đích lên một tàu tuần dương lớp Tone đối phương.
Trong 90 phút tiếp theo sau, các tàu chiến của Kurita rút ngắn khoảng cách với "Taffy 3"; tàu tuần dương và tàu khu trục đối phương gần nhất bắn ở khoảng cách 10.000 yd (9.100 m) ở cả hai bên mạn phải và mạn trái của St. Lo. Nhiều loạt đạn pháo rơi vây quanh con tàu hoặc bay sượt trên đầu. Trong suốt trận đấu pháo truy đuổi, các tàu sân bay và tàu khu trục đã thả một màn khói ngụy trang rất hiệu quả, làm giảm đáng kể độ chính xác của hải pháo đối phương. Hiệu quả hơn nữa là cuộc tấn công anh dũng của các tàu khu trục và tàu khu trục hộ tống ở tầm bắn thẳng nhắm vào tàu tuần dương và tàu khu trục đối phương. Trong khi đó, đối phương luôn chịu đựng những đợt không kích liên tục bởi "Taffy 3" và hai đơn vị đặc nhiệm tàu sân bay hộ tống còn lại ở phía Nam. Lúc 09 giờ 15 phút, tàu khu trục đối phương bị giữ chân bởi sự đối đầu của tàu khu trục Johnston (DD-557), phóng ngư lôi nhắm vào các tàu sân bay hộ tống ở khoảng cách 10.500 yd (9.600 m); những ngư lôi này hầu như đã hết nhiên liệu khi đến gần các tàu sân bay, và nổi trên mặt nước. Một chiếc Avenger của St. Lo do Trung úy Hải quân Tex Waldrop lái đã bắn nổ hai quả ngư lôi cạnh tàu sân bay Kalinin Bay (CVE-68).
Hạm đội đối phương, sau khi chịu đựng không kích liên tục và sự kháng cự của lực lượng hộ tống bảo vệ, đã quay mũi đi lên phía Bắc và rút khỏi trận chiến lúc 09 giờ 20 phút. Trong trận này, "Taffy 3" bị mất Gambier Bay (CVE-73), Johnston (DD-557), Hoel (DD-533) và Samuel B. Roberts (DE-413) do hỏa lực hải pháo của đối phương.

### Kamikaze

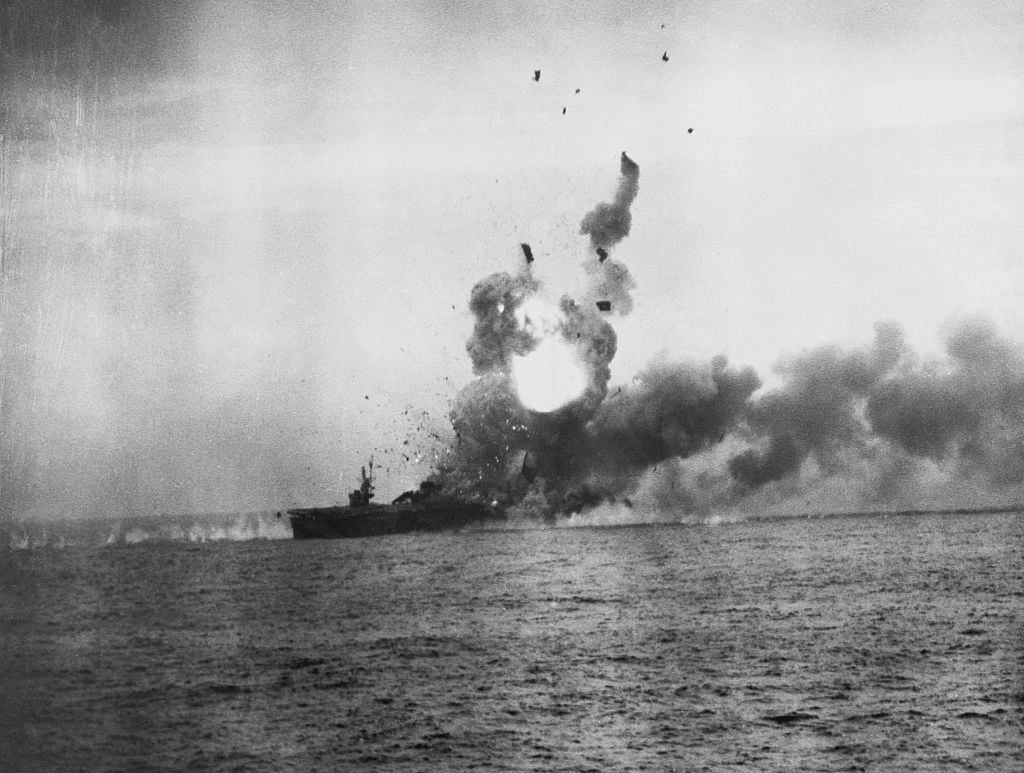
Chiếc Kamikaze đâm trúng St. Lo, tạo một quả cầu lửa khổng lồ

Lúc 10 giờ 47 phút, đơn vị đặc nhiệm chịu đựng một cuộc không kích tập trung bởi Đơn vị tấn công đặc biệt Shikishima Nhật Bản. Chỉ trong 40 phút đối đầu với máy bay tấn công cảm tử Kamikaze, tất cả các tàu sân bay hộ tống của đơn vị đều bị hư hại ngoại trừ chiếc Fanshaw Bay (CVE-70). Một chiếc Mitsubishi A6M Zero, có thể do Trung úy Yukio Seki lái, đã đâm vào sản đáp của St. Lo lúc 10 giờ 51 phút; quả bom đã xuyên qua sàn đáp và kích nổ bên mạn trái trong sàn chứa máy bay, nơi máy bay đang được tiếp nhiên liệu và tái vũ trang. Đường ống dẫn xăng máy bay đã bị vỡ, tiếp nối bởi sáu vụ nổ do nổ hầm chứa bom và ngư lôi, khiến con tàu hoàn toàn chìm trong một biển lửa và đắm chỉ sau 30 phút.
Trong tổng số 889 thành viên thủy thủ đoàn, người 113 đã thiệt mạng hay mất tích và khoảng 30 người khác từ trần do vết thương nặng. Những người sống sót được các tàu Heermann (DD-532), John C. Butler (DE-339), Raymond (DE-341) và Dennis (DE-405) vớt khỏi mặt nước.

## Phần thưởng
St. Lo được tặng thưởng danh hiệu Đơn vị Tuyên dương Tổng thống cùng bốn Ngôi sao Chiến trận do thành tích phục vụ trong Thế Chiến II.